# Quoniam alto
Mit der Konsistorialbulle Quoniam alto vom 12. November 1431 bzw. 18. Dezember 1431 versuchte Papst Eugen IV. das Konzil von Basel zu beenden. Die Bezeichnung Konsistorialbulle leitet sich von Konsistorium ab, dieses ist eine vom Papst geleitete Versammlung von Kardinälen.

## Aufhebung des Konzils von Basel
In den frühen Jahren des 15. Jahrhunderts setzte sich die alte Theorie durch, dass „Allgemeine Konzile“ als Vertreter der Gesamtkirche über dem Papst stehen würden und diesen notfalls richten und absetzen könnten. Dementsprechend verfuhr man auf den Konzilien von Pisa (1409), Konstanz (1414–1418) (vergl. Konzilsdekret Haec sancta) und Pavia bzw. Siena (1423–1424). Die Stellung des Papstes geriet auf dem Basler Konzil in große Gefahr, nachdem Eugen IV. im Juli 1431 das Basler Konzil bestätigt hatte, veranlassten ihn negative Berichte aus Basel und der Plan einer Unionssynode mit den Griechen, am 18. Dezember 1431 die Versammlung in Basel aufzulösen.

## Erneute Anerkennung des Basler Konzils
Eugen IV., der mit dieser Bulle reagierte, versuchte dieses Konzil zu beenden und berief für den Sommer 1433 ein Konzil nach Bologna ein. Jedoch die Widerstände der Basler Konzilsväter, die Aufstände im Kirchenstaat und der Druck Kaiser Sigismunds bewogen den Papst, Mitte Dezember 1433 das Basler Konzil erneut anzuerkennen (vergl. Päpstliche Bulle Dudum sacrum). Später nannte man Eugen IV. den Retter des Papsttums aus der Gefahr des Konziliarismus, wie er sich besonders auf dem Konzil von Basel manifestiert hätte.